# Sonata para violín n.º 30 (Mozart)
La Sonata para violín n.º 30 en do mayor, K. 403/385c, fue compuesta por Wolfgang Amadeus Mozart en Viena en 1782. En la actualidad, solo se conserva un fragmento de la obra, cuya interpretación suele durar unos quince minutos.

## Estructura
Consta de tres movimientos:
1. Allegro moderato
2. Andante
3. Allegretto